# Garmisch-Partenkirchen
Garmisch-Partenkirchen är en köping (Markt) i den sydligaste delen av den tyska delstaten Bayern. Folkmängden uppgår till cirka 28 000 invånare. Köpingen, som är en sammanslagning av de båda grannorterna Garmisch (i väster) och Partenkirchen (i öster), ligger cirka 70 kilometer sydväst om München och cirka 65 kilometer nordväst om Innsbruck i Österrike. 
Garmisch-Partenkirchen ligger i ett område som i stor utsträckning präglas av turism och framför allt vintersport.
I Garmisch-Partenkirchen genomfördes de fjärde Olympiska vinterspelen 1936. Garmisch-Partenkirchen är en av arrangörerna för tysk-österrikiska backhopparveckan. De övriga är Oberstdorf, Innsbruck och Bischofshofen. Deltävlingen i Garmisch-Partenkirchen avgörs traditionellt på nyårsdagen. Garmisch-Partenkirchen har också varit värd för världsmästerskapen i alpin skidsport 1978 och 2011.

## Klimat
Uppmätta normala temperaturer och nederbörd i Garmisch-Partenkirchen:
|                                            | Jan  | Feb  | Mar  | Apr  | Maj  | Jun  | Jul  | Aug  | Sep  | Okt  | Nov  | Dec  |
| ------------------------------------------ | ---- | ---- | ---- | ---- | ---- | ---- | ---- | ---- | ---- | ---- | ---- | ---- |
| Normaldygnets maximitemperaturs medelvärde | 3,4  | 5,5  | 10,0 | 15,5 | 18,4 | 21,0 | 23,6 | 23,1 | 18,6 | 14,1 | 9,5  | 3,9  |
| Normaldygnets minimitemperaturs medelvärde | −5,6 | −5,0 | −1,7 | 2,0  | 6,1  | 9,7  | 11,2 | 10,9 | 7,6  | 3,4  | −0,8 | −4,4 |
|                                            |      |      |      |      |      |      |      |      |      |      |      |      |
| Nederbörd                                  | 81   | 52   | 73   | 71   | 156  | 180  | 164  | 188  | 110  | 90   | 65   | 67   |

| Diagram | temperaturer i °C • månadsnederbörd i mm | temperaturer i °C • månadsnederbörd i mm | temperaturer i °C • månadsnederbörd i mm | temperaturer i °C • månadsnederbörd i mm | temperaturer i °C • månadsnederbörd i mm | temperaturer i °C • månadsnederbörd i mm | temperaturer i °C • månadsnederbörd i mm | temperaturer i °C • månadsnederbörd i mm | temperaturer i °C • månadsnederbörd i mm | temperaturer i °C • månadsnederbörd i mm | temperaturer i °C • månadsnederbörd i mm | temperaturer i °C • månadsnederbörd i mm |
|         | 81 3 -6                                  | 52 6 -5                                  | 73 10 -2                                 | 71 16 2                                  | 156 18 6                                 | 180 21 10                                | 164 24 11                                | 188 23 11                                | 110 19 8                                 | 90 14 3                                  | 65 10 -1                                 | 67 4 -4                                  |

Garmisch-Partenkirchen ligger 720 meter över havet vid Zugspitze, som är Tysklands högsta berg.

## Historia

### Fram till200-talet
Partenkirchen går tillbaka till den romerska resestationen "Partanum". Denna låg vid en förromersk handelsväg, en sidogren av Via Claudia, som gick längs floden Lech, och som öppnades efter att Drusus och Tiberius erövrat norra Alperna och foten av Alperna år 15 f.Kr. Romarna kallade den nya vägen "Via Raetia". Den byggdes år 200 e.Kr. och ledde till Augsburg via Brennerpasset och Seefeldsadeln. Det äldsta bevarade dokumentet som nämner Garmisch som en bosättning är från år 802.

### 1800- och 1900-talen
1802 blev länet Werdenfels en del av Bayern. Garmisch och Partenkirchen återfick sitt självstyre 1818 med det bayerska kommunala ediktet och förblev två konkurrerande marknadsstäder långt in på 1900-talet. Partenkirchen erbjöd spavistelser redan i början av 1800-talet. Efter färdigställandet av järnvägsförbindelsen till München 1889 började turismen öka. Bayerische Zugspitzbahn byggdes i tre sektioner mellan 1928 och 1930. Den 1 januari 1935 slogs marknadsstäderna Garmisch och Partenkirchen samman för att bilda marknadsstaden Garmisch-Partenkirchen, under massivt tryck från Nationalsocialistiska tyska arbetarepartiet (NSDAP) på grund av  Olympiska vinterspelen som ägde rum följande år. Med deltagare från 28 länder blev det ett nytt publikrekord vid vinterspelen 1936 i Garmisch-Partenkirchen. Efter att spelen i Sapporo och Sankt Moritz hade ställts in, skulle de femte olympiska vinterspelen (1940) också ha äga rum i Garmisch-Partenkirchen, men de ställdes in på grund av andra världskriget.

### Amerikansk ockupation
Under nazisttiden träffades framstående NSDAP-funktionärer här för sommar- och vintersemester. I slutet av april 1945 ockuperade amerikanska trupper (10:e amerikanska pansardivisionen tillsammans med 103:e amerikanska infanteridivisionen) staden utan strid. Det fanns vid den tiden också ett militärsjukhus. Efter andra världskriget var nattklubben Casa Carioca, med sina överdådiga dans- och isrevyer, en magnet för skådespelare som Errol Flynn, Richard Burton och Elizabeth Taylor. Det var swing- och jazzstorheter på scenen.